# Keen Johnson
Keen Johnson (Condado de Lyon, 12 de janeiro de 1896 – Richmond, 7 de fevereiro de 1970) foi um político norte-americano que serviu como o 45.º Governador do Kentucky, de 1939 a 1943; foi o único jornalista a ocupar esse cargo. Mais tarde, entre 1946 e 1947, ocuparia o cargo de Subsecretário do Trabalho do governo dos Estados Unidos.
Depois de prestar serviço militar na Primeira Guerra Mundial, Johnson comprou e editou o jornal Elizabethtown Mirror. Ele reavivou o jornal que passava por dificuldades, vendeu-o a um concorrente e usou os lucros para obter o seu diploma de jornalismo da Universidade de Kentucky em 1922. Após a formatura, tornou-se editor do The Anderson News e, em 1925, aceitou uma oferta para co-publicar e editar o Richmond Daily Register.
Em 1935 Johnson foi escolhido como o candidato democrata para vice-governador. Foi eleito e serviu sob o governador A. B. "Happy" Chandler de 1935 a 1939. Quando ele já havia garantido a nomeação para governador democrata em 1939, Chandler renunciou ao cargo e elevou Johnson a governador para que Johnson pudesse nomear Chandler para o lugar do Senado dos Estados Unidos deixado vago pela morte de M. M. Logan. Ele depois conseguiu ganhar um mandato governamental completo nas eleições gerais, derrotando o republicano King Swope. O desejo de Johnson de expandir os serviços sociais do estado foi dificultado pela pressão financeira imposta ao estado pela eclosão da Segunda Guerra Mundial. No entanto, executou uma administração fiscalmente conservadora e tirou o estado de uma situação em que devia US$ 7 milhões para uma onde se obteve superávit de US$ 10 milhões até ao final do seu mandato.
Após o seu mandato como governador, Johnson ingressou na Reynolds Metals como assistente especial do presidente. Ele continuaria empregado da Reynolds até 1961. Tirou uma licença de um ano em 1946 para aceitar a nomeação do presidente norte-americano Harry S. Truman como o primeiro subsecretário do Trabalho dos EUA, servindo sob Lewis B. Schwellenbach. Concorreu sem sucesso para um assento no Senado dos EUA em 1960, perdendo para o republicano John Sherman Cooper. Johnson faleceu no dia 7 de fevereiro de 1970, e foi enterrado no cemitério de Richmond em Richmond, no Kentucky.

## Início de vida
Keen Johnson nasceu numa cabana de dois quartos na Capela de Brandon, Condado de Lyon, Kentucky, no dia 12 de janeiro de 1896. Ele era o único filho do reverendo Robert e Mattie (Holloway) Johnson. Os seus pais batizaram-no em homenagem a John S. Keen, um amigo da família do condado de Adair. Os Johnsons também tiveram duas filhas - Catherine (Keturah) e Christine. Robert Johnson era um ministro metodista, e a família mudava de localidade com frequência devido à ocupação do patriarca da família.
Após completar a sua educação primária nas escolas públicas, Johnson frequentou a Vanderbilt Preparatory School for Boys, uma instituição metodista em Elkton, Kentucky. Ele terminou o seu curso preparatório em 1914 e matriculou-se no Central Methodist College em Fayette, Missouri. Johnson pretendia continuar os seus estudos na Escola de Jornalismo da Universidade do Missouri, contudo interrompeu a sua formação para se alistar no Exército dos EUA para prestar serviço na Primeira Guerra Mundial.
Depois de completar a instrução básica, Johnson recebeu instrução de oficial em Fort Riley, a 15 de maio de 1917. Em agosto de 1917 foi promovido a segundo-tenente e designado para a 354.ª Infantaria, da 89.ª Divisão das Forças Expedicionárias Americanas em Camp Funston. Ele foi promovido a primeiro-tenente a 29 de março de 1918 e, a 4 de junho de 1918, foi enviado para a França, onde estudou comunicações logísticas na Escola de Linha e Estado-Maior do Exército. Ele permaneceu na Europa com a Força Expedicionária Americana até abril de 1919 e foi dispensado honrosamente do Exército no dia 31 de outubro de 1919.
No dia 23 de junho de 1917, enquanto ainda completava o seu treino militar, Johnson casou-se com Eunice Nichols. A sua única filha, chamada Judith, nasceu a 19 de maio de 1927. Após o seu regresso do serviço militar, Johnson comprou o Elizabethtown Mirror com ajuda financeira do seu pai. Ele construiu o jornal em dificuldades quase do zero, e um concorrente rapidamente o comprou com lucro. Johnson usou o lucro da venda do Mirror para continuar a sua educação na Universidade de Kentucky. Enquanto estudante, trabalhou como repórter para o Lexington Herald. Ele recebeu o seu diploma de bacharel em jornalismo em 1922. Mais tarde, esta mesma universidade concedeu-lhe um título honorário de Doutor em Direito, em 1940.
Após a formatura Johnson comprou metade da propriedade do The Anderson News e trabalhou como editor do jornal. Em 1925, Shelton M. Saufley pediu a Johnson para entrar numa joint venture para comprar o Richmond Daily Register. Atraído pela ideia de publicar um jornal diário, Johnson aceitou. Como resultado de um dos seus editoriais, Johnson foi nomeado secretário executivo do Comité Central Democrático do Estado em 1932. Ele continuou a ocupar esta posição e publicou o Register até 1939.

## Carreira política
Em 1935 Johnson foi um dos três candidatos à indicação democrata para vice-governador. Nas primárias, recebeu mais votos do que os seus oponentes, J.E. Wise e B.F. Wright, mas uma lei eleitoral recém-promulgada exigia um segundo turno se nenhum candidato recebesse a maioria. No dia 7 de setembro, Johnson derrotou Wise no segundo turno.
Nas primárias para governador, A.B. "Happy" Chandler derrotou Tom Rhea, o candidato favorecido pelo governador Ruby Laffoon. Johnson também favoreceu Rhea e apoiou Robert T. Crowe sobre J. C. W. Beckham, a escolha de Chandler nas primárias democratas de 1927. No entanto, os dois deixaram de lado as suas diferenças e venceram as eleições gerais. Chandler derrotou o republicano King Swope por mais de 95 mil votos, e Johnson derrotou J. J. Kavanaugh por mais de 100 mil votos.

### Governador do Kentucky
A divisão entre Chandler e Laffoon levou ao facciosismo dentro do Partido Democrata estadual. Quando nenhum forte candidato a governador emergiu da facção Chandler em 1939, Chandler deu o seu apoio a Johnson. John Y. Brown, Sr. anunciou que desafiaria Johnson nas primárias. Isso solidificou o apoio da facção Chandler, já que Brown era um crítico ferrenho do governo Chandler. Brown ganhou o apoio dos críticos de Chandler, notoriamente o ex-governador Ruby Laffoon, Tom Rhea, Earle C. Clements e Alben Barkley. Ele também recebeu o apoio do United Mine Workers e do chefe trabalhista John L. Lewis. Contudo isso não adiantou, pois Johnson derrotou Brown nas primárias por mais de 33 mil votos, garantindo a indicação democrata para governador.

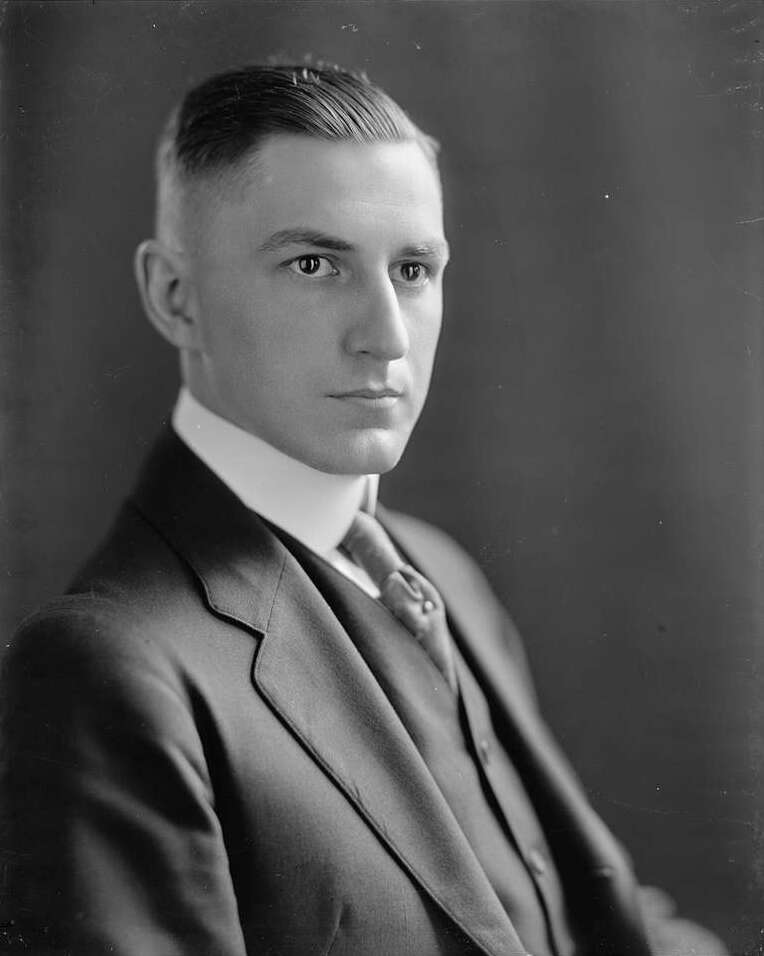
King Swope, adversário de Johnson na eleição para governador de 1939

Os republicanos escolheram King Swope, derrotado na eleição para governador de 1935, para se opor a Johnson. A meio da campanha, no entanto, Johnson foi elevado a governador. O senador dos Estados Unidos M. M. Logan morreu em outubro de 1939, e o governador Chandler renunciou para que Johnson - assim elevado a governador - pudesse nomeá-lo para o cargo vago. Nas eleições gerais de 17 de novembro, Johnson derrotou Swope por 460 834 votos, contra 354 704, garantindo um mandato completo como governador.
No seu discurso de tomada de posse, Johnson prometeu ser "um governador económico, poupado e frugal". As suas políticas ajudaram-no a eliminar a dívida do estado de US$ 7 milhões e deixou o tesouro com um superávit de US$ 10 milhões até ao final do seu mandato. Foi a primeira vez que o estado teve um superávit desde a administração de J. C. W. Beckham em 1903. Johnson alcançou o superávit sem aprovar nenhum aumento de impostos. Nem todos no partido de Johnson ficaram felizes com a sua abordagem de governo; um crítico observou: "Old Keen frugalou aqui e frugalou lá até que ele quase nos frugalou até à morte."
O repórter do Louisville Courier-Journal, Howard Henderson, escreveu várias histórias expondo a corrupção na administração de Johnson, incluindo uma história importante sobre contratos de lavandaria. Hubert Meredith, o procurador-geral politicamente ambicioso de Johnson, expôs livremente as suas preocupações sobre o governo, ganhando reconhecimento para si mesmo pela publicidade gerada. O historiador James C. Klotter opinou: "É duvidoso que o governo de Johnson tenha tido mais escândalo político do que outros, mas a publicidade assim fez parecer."
Na sessão legislativa de 1940, Johnson pressionou com sucesso a Assembleia Geral para alocar dinheiro para um sistema de aposentadoria de professores que havia sido previamente autorizado, mas não financiado. Apesar da sua natureza fiscalmente conservadora, ele aumentou os fundos para programas de assistência aos idosos em US$ 1 milhão por ano. Outras realizações da sessão incluíram a provisão de pensões para os juízes do Tribunal de Apelações de Kentucky, a criação de distritos de conservação do solo no estado e a proibição da venda de marijuana.
O principal interesse de Johnson era melhorar as instituições mentais e penais do estado. Essas melhorias começaram sob o governador Chandler e, embora Johnson afirmasse que os hospitais psiquiátricos e as prisões estavam nas suas melhores condições em quarenta anos até ao final do seu mandato, ele ficou desiludido por não poder fazer mais. À luz das obrigações financeiras trazidas pela Segunda Guerra Mundial, ele teve que moderar a construção estatal.
Na sessão legislativa de 1941 Johnson vetou uma medida que permitia a venda de bebidas alcoólicas para os estados vizinhos, mesmo aqueles com leis que proibiam a venda de álcool. O projeto de lei foi muito popular, sendo apoiado por muitos dos poderosos interesses especiais do estado. O projecto havia passado na Câmara dos Representantes de Kentucky por 84 votos a 0 e no Senado de Kentucky por 31 a 3. Após o veto de Johnson, a Câmara reverteu, votando 86-3 para sustentar o veto.
Na sessão legislativa de 1942 Johnson sublinhou a importância de permitir que as cidades de Kentucky comprem e distribuam energia da Tennessee Valley Authority. Num discurso à Assembleia, Johnson declarou: "Nunca tive uma convicção mais forte sobre uma questão de política pública... O princípio envolvido é tão correto quanto os Dez Mandamentos". A Assembleia aprovou a legislação necessária conforme Johnson solicitou.
Uma grande conquista do governo Johnson foi a aprovação de um projeto de lei de re-distritamento legislativo. Apesar do facto de que a Constituição dos EUA exige re-distritamento após cada censo decenal, os distritos legislativos de Kentucky permaneceram praticamente inalterados entre 1893 e 1941. Ele pediu à sessão legislativa de 1942 que avançasse mais cedo para que ele pudesse convocar uma sessão especial com o único propósito de considerar um projeto de re-distritamento. Os legisladores concordaram e aprovaram um projeto de lei ao final da sessão especial.
Johnson participou activamente nas primárias governamentais democratas em 1943. Entre os candidatos estavam Ben Kilgore, Rodes K. Myers e J. Lyter Donaldson. Myers era o vice-governador de Johnson, mas ele havia-se virado contra a administração. Johnson chamou-o de oportunista da Carolina do Norte, "um aventureiro político" e "um falso fazendeiro". Ele também ridicularizou Kilgore, que teve forte apoio do Louisville Courier-Journal, da Rural Electric Association e do Farm Bureau, chamando-o de "Casanova". Donaldson, ex-gerente de campanha de Johnson, garantiu o seu apoio e a indicação democrata. Ele foi derrotado nas eleições gerais pelo republicano Simeon Willis.

## Vida e morte

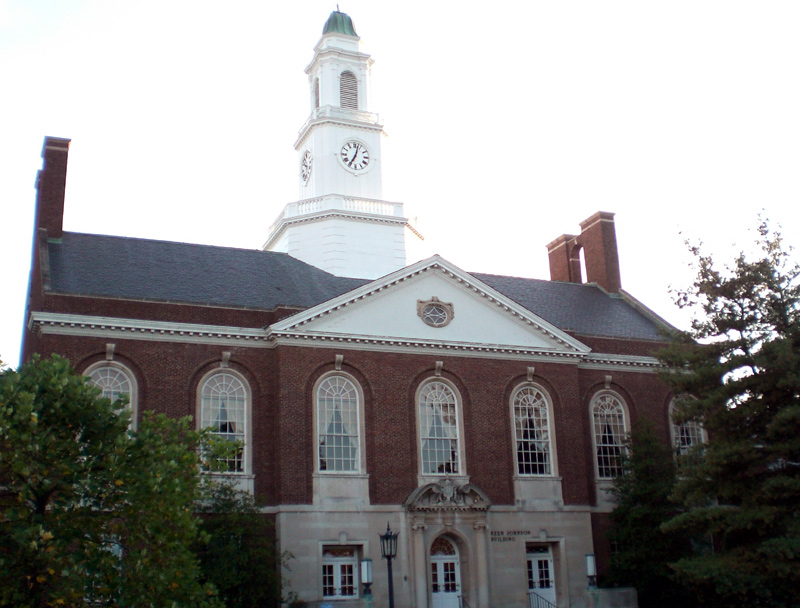
Keen Johnson Building na Eastern Kentucky University

A partir de 1940 Johnson foi membro do Comité Nacional Democrático do Estado, servindo até 1948. No dia 6 de junho de 1942 foi nomeado para o conselho de regentes do Eastern State College (agora Eastern Kentucky University ou EKU), cargo que ocupou por oito anos. O Keen Johnson Building da EKU, um projeto da Works Progress Administration de 1939, foi baptizado em sua homenagem. O edifício e a sua torre do relógio são um dos marcos mais conhecidos do campus da universidade.
No dia 1 de janeiro de 1944 foi nomeado assistente especial do presidente da Reynolds Metals, aconselhando-o sobre problemas de desemprego no pós-guerra. No ano seguinte, tornou-se vice-presidente das relações-públicas da empresa.
Johnson desenvolveu um forte relacionamento com os líderes sindicais e, em 1946, o presidente Harry S. Truman e o senador de Kentucky Alben Barkley pediram-lhe que ele aceitasse uma nomeação para o cargo recém-criado de subsecretário do Trabalho. Em agosto de 1946 Johnson tirou uma licença da Reynolds e aceitou a nomeação. Johnson frequentou as reuniões do governo do presidente Truman devido à doença do secretário Lewis B. Schwellenbach.
Em meados de 1947 Johnson regressou à Reynolds. Em 1950 tornou-se membro do conselho de administração da empresa. Nessa função, ele organizou reuniões de executivos de vendas e viajou extensivamente para promover os produtos de alumínio da empresa. Anos mais tarde, em janeiro de 1961, aposentou-se da Reynolds.
Em 1960 Johnson procurou ocupar uma cadeira no Senado dos EUA. Ele derrotou John Y. Brown, Sr. nas primárias democratas, mas não conseguiu derrubar o titular republicano John Sherman Cooper nas eleições gerais. Em 1961 e 1964 foi nomeado para o conselho estadual de educação. Em 1964 serviu como delegado a uma assembleia para rever a constituição do estado. Em 1965 a Universidade de Kentucky homenageou-o com o Prémio do Centenário e introduziu-o no seu Hall of Distinguished Alumni. Ele faleceu no dia 7 de fevereiro de 1970, em Richmond, Kentucky, e está enterrado no Cemitério de Richmond.